# Müllverdichter

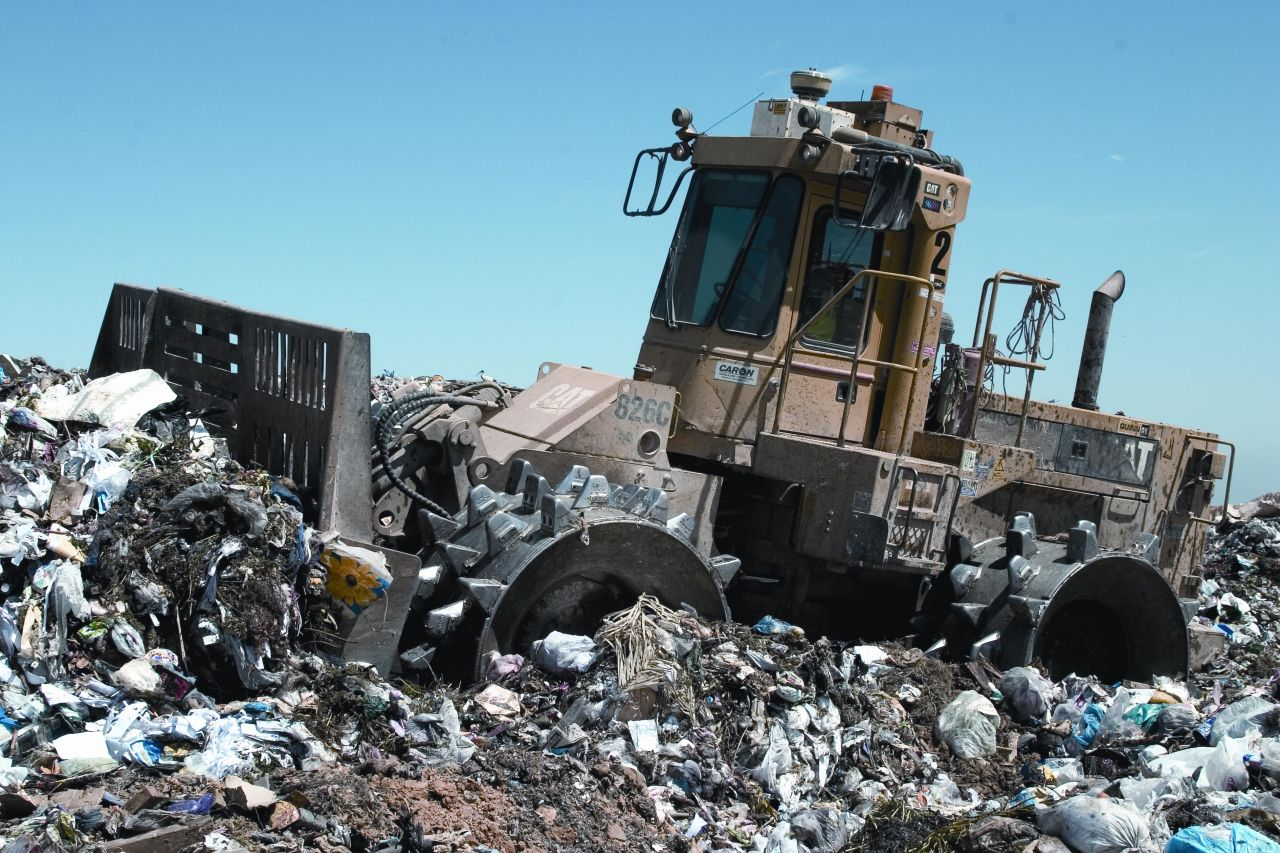
Müllverdichter im Einsatz

Ein Müllverdichter (auch Kompaktor genannt) ist eine selbstfahrende Maschine auf Rädern, mit deren Hilfe Abfälle auf Deponien zerkleinert und verdichtet werden. Sie ist frontseitig mit einer Ladeschaufel oder einem Planierschild ausgestattet und kann damit auch Deponiematerialien bewegen, planieren und laden.
Müllverdichter sind ähnlich aufgebaut wie Radlader oder Radplanier und gehören im weiteren Sinne auch zu den Erdbaumaschinen. Sie bilden darin jedoch eine eigene Maschinenkategorie, da sie speziell auf die besonderen Einsatzbedingungen auf Deponien ausgerichtet sind.

## Zweck
Das Deponievolumen soll bestmöglich ausgenutzt werden. Außerdem soll dem Deponiekörper Stabilität und eine gleichmäßige Dichte verliehen werden. Die gleichmäßige Verpressung verringert auch den Austritt von anfallendem Deponiegas aus Methan und Kohlendioxid sowie weitestgehend den Einschluss von Sauerstoff, wodurch auch die Brandgefahr reduziert wird.

## Bauweise

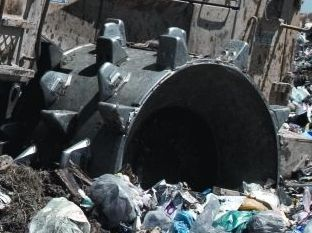
Rad eines Müllverdichters

Der Müllverdichter ist ein Radlader, der von Dieselaggregaten angetrieben wird. Das Fahrzeug ist allradangetrieben und mit so genannten Stampffüßen ausgerüstet. Diese sind radförmig mit Zacken oder Messern (zur Müllzerkleinerung und sicheren Fortbewegung in der Deponie) und bestehen aus gehärteten Metall, entweder aus einem Stück oder einzelnen aneinander befestigten Scheiben. Die Zacken sind angeschweißt oder bereits bei der Herstellung vorgesehen worden. Das Fahrzeug sollte zur optimalen Verdichtung des Mülls ein Eigengewicht ab 21 Tonnen haben. Entscheidend für den Einsatz der Maschinen ist der Druck, den die Stampffüße auf den Untergrund ausüben. Mit der Verpressung des Mülls durch die Stampffüße wird auch der Papierflug auf Deponien erheblich vermindert.
Wegen der Kippgefährdung des Fahrzeugs auf dem Deponiegelände wird großer Wert auf einen tiefen Schwerpunkt des Müllverdichters gelegt. Die Bodenplatte des Müllverdichters ist besonders verstärkt, um Beschädigungen der Mechanik des Fahrzeugs zu verhindern. Die Fahrerkabine des Geräts ist mit einer Schutzbelüftungsanlage ausgerüstet, die die angesaugte Luft in der Kabine filtert und klimatisiert. Der Schiebeschild an der Front des Kompaktors kann ölhydraulisch bewegt werden und dient der Verteilung des Mülls, dem Schutz des Fahrers und des Fahrzeugs. Er ist mit Sichtschlitzen für den Fahrer versehen, damit seine Sicht nach vorne nicht beeinträchtigt ist. Die Größenklassen der Müllverdichter sind unterschiedlich, beispielsweise verdichten die kleinsten Typen mit einem Eigengewicht von 21 bis 25 Tonnen 500 Tonnen Müll und die größten mit einem Eigengewicht von 55 Tonnen 1200 Tonnen pro Tag.
Diese Spezialfahrzeuge werden weltweit eingesetzt und von zahlreichen Herstellern vertrieben. Weltmarktführend sind die Firmen BOMAG aus Boppard am Rhein, die ihre Müllverdichter hydrostatisch antreiben, und die US-amerikanische Firma Caterpillar.

## Verfahren

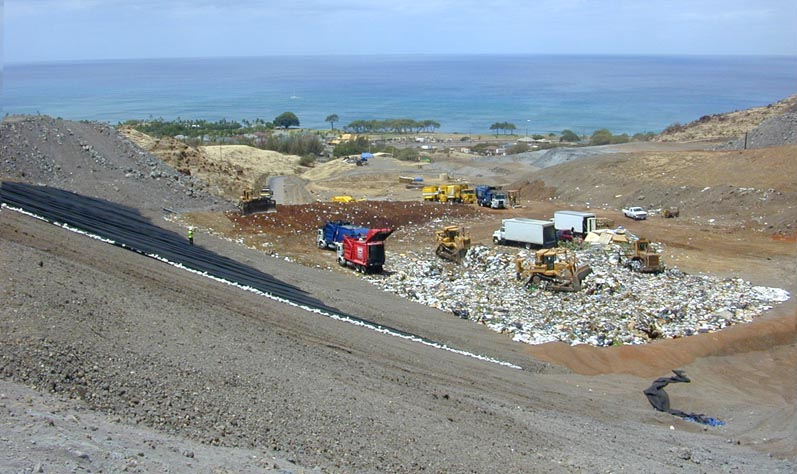
Anlage einer Deponie auf Hawaii, rechts ein Müllverdichter

Der Abfall wird mit dem Müllverdichter im so genannten Dünnschichtverfahren in die Deponie eingebaut. Mit einem Müllwagen wird dabei zunächst der abzulagernde Müll bis in eine Entfernung von etwa 25 Metern zur Einbaustelle transportiert und gegebenenfalls mit dem Schiebeschild des Kompaktors weitergeschoben. Durch mehrmaliges Überfahren mit den Stampffüßen des Müllverdichters, die ein spezielles Profil mit metallischen Zacken oder Messern aufweisen, wird der Müll zunächst grob zerkleinert. Anschließend wird der Abfall mit dem Schiebeschild in Schichten von ca. 50 cm Dicke gleichmäßig verteilt. Im letzten Arbeitsschritt, wobei ein 25-maliges Überfahren als optimal betrachtet wird, wird der Müll durch das hohe Eigengewicht der Maschine verpresst. Die Müllschicht ist nach der Bearbeitung noch ca. 20 bis 30 cm hoch. Das entspricht einer Kompression von 40 bis 60 %. Dabei wird eine kontrollierte Verdichtung angestrebt, da eine übermäßige Verpressung zu einem unkontrollierten seitlichen Austritt von Sickerwasser aus den Schichten führen könnte; bei zu starker Verdichtung können sich darüber hinaus gasführende Zwischenschichten bilden, die zu Gasaustritten an Hängen oder zu Lufteintritten führen können und dadurch möglicherweise Probleme bei der Entgasung des Mülls bereiten. Auch ist die Stabilität des Deponiekörpers durch eine übermäßige Verpressung nicht gewährleistet.
Für die Überwachung des korrekten Verbaus des Mülls und Einsatzes der Müllverdichter sind die Deponiewarte zuständig. Diese werden im deutschsprachigen Raum in speziellen Lehrgängen mit einer Dauer von vier bis fünf Tagen für ihre Aufgabe ausgebildet.

## Andere Müllverdichter
Vom mobilen Müllverdichter zu unterscheiden sind die stationären Müllverdichtungsanlagen, die Wertstoffe (beispielsweise Speisereste auf Schiffen oder Plastikflaschen) und weiteren Müll zerkleinern und zusammenpressen.

## Müllverdichter im Film
- In dem computeranimierten Kinofilm WALL·E – Der Letzte räumt die Erde auf spielt ein Roboter mit Müllverdichterfunktion die Hauptrolle.